# ISO 3166-2
ISO 3166-2 predstavlja drugi dio ISO 3166 standarda kojeg objavljuje Međunarodna organizacija za standardizaciju, a definira kodove za imena subdivizija zemalja (entiteta) i nezavisnih prostora koji su kodirani po standardu ISO 3166-1. Službeni naziv ISO 3166-2 standarda je "Codes for the representation of names of countries and their subdivisions -- Part 2: Country subdivision code".
Svrha standarda je da utemelji međunarodnu seriju kratica za mjesta, za upotrebu na naljepnicama na pakiranjima, kontejnerima odnosno spremištima i slično; u svim prilikama gdje kratki alfanumerički kod može poslužiti za potpunu identifikaciju lokacije na prikladan i manje dvosmislen odnosno nejasan način nego što je to puno ime određenog mjesta.
ISO 3166-2 kod se sastoji iz dva dijela, te je odvojen crticom. Prvi dio je ISO 3166-1 alpha-2 kodni element, dok je drugi dio alfabetički ili numerički koji sadrži jedan, dva ili tri simbola. Trenutačno postoji više od 4000 različitih kodova.